# 범죄학
범죄학(犯罪學 , 영어: criminology)은 범죄의 발생과 그 원인, 그리고 대책을 탐구하는 학문분야로서, 사회학, 심리학, 법학, 경찰행정학 등의 다양한 부문에서 접근하는 학제적 분야이다.
범죄학이 가장 발달한 미국의 경우에 대부분 사회학적 배경을 가진 사람들이 주류를 이룬다. 미국의 범죄학자 에이커스(Ronald Akers)에 따르면, 범죄학의 분야는 크게 1. 법의 제정과 집행을 연구하는 분야와, 2. 범죄의 원인을 연구하는 분야, 그리고 3. 범죄에 대한 대책을 연구하는 분야로 나뉜다. 그러나 이 세 가지 중에서 가장 중요한 부분은 두 번째의 범죄의 원인을 연구하는 분야로서, 좁은 의미의 범죄학이라고 할 때 이것을 말한다.
범죄학을 범죄사회학, 범죄심리학 등으로 나누기도 하나, 범죄학 자체가 사회학, 심리학, 법학 등의 다양한 학문이 기여하고 있고, 따라서 이러한 구분은 사실상 무의미하다.

## 같이 보기
- 범죄학자 목록
- 범죄예방 환경설계: 건축환경 설계와 범죄와의 관계를 연구하는 범죄학의 하위 분야.